# Liberty Professionals FC
Liberty Professionals Football Club w skrócie Liberty Professionals FC – ghański klub piłkarski grający w drugiej, a niegdyś w ghańskiej pierwszej lidze, mający siedzibę w mieście Dansoman.

## Występy w afrykańskich pucharach
| Sezon | Rozgrywki           | Runda | Kraj    | Klub                         | Dom | Wyjazd | Dwumecz      |
| ----- | ------------------- | ----- | ------- | ---------------------------- | --- | ------ | ------------ |
| 2004  | Puchar Konfederacji | 1     | Angola  | Atlético Petróleos do Huambo | 5–1 | 0–1    | 5–2          |
| 2004  | Puchar Konfederacji | 2     | Tunezja | Stade Tunisien               | 3–2 | 1–1    | 4–3          |
| 2004  | Puchar Konfederacji | 3     | Sudan   | Al-Hilal Omdurman            | 1–0 | 0–1    | 1–1 (k. 0–3) |

## Stadion
Domowe mecze klub rozgrywa na stadionie o nazwie Dansoman Park w Dansomanie. Stadion może pomieścić 2000 widzów.